# Platt-Kliffs
Die Platt-Kliffs (polnisch Cytadela ‚Zitadelle‘) sind rund 100 m hohe Kliffs auf King George Island im Archipel der Südlichen Shetlandinseln. Sie ragen zwischen der Goulden Cove und der Monsimet Cove am Ufer des Ezcurra-Fjords in der Admiralty Bay auf.
Das UK Antarctic Place-Names Committee benannte sie 1980 nach Eric Platt (1926–1948), Geologe und Stationsleiter des Falkland Islands Dependencies Survey in der Admiralty Bay, der am 8. November 1948 an Erschöpfung und Unterkühlung nahe der Ternyck Needle gestorben war und dessen Grab sich nahe der Station auf der Keller-Halbinsel befindet.